# Libnotes (Laosa) taficola
Libnotes (Laosa) taficola is een tweevleugelige uit de familie steltmuggen (Limoniidae). De soort komt voor in het Australaziatisch gebied.